# 奥恩布鲁格

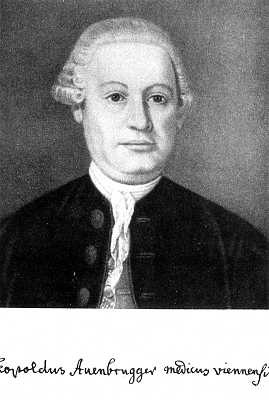
奥恩布鲁格

利奥波德·冯·奥恩布鲁格（德語：Leopold von Auenbrugger、1722年11月19日—1809年5月18日），奥地利籍医生，叩诊法的发明人。

## 生平
1722年11月19日，奥恩布鲁格出生于格拉茨，相传其幼年时在帮助父亲工作时学会了通过敲击桶壁来估量桶内液体容量的方法。此后，奥恩布鲁格曾先后在格拉茨、维也纳学习医学。1751年，开始在西班牙医院任职，并于1752年11月18日获得博士学位。在此期间，他注意到了在叩击不同的胸部表面时，声音亦有不同的现象，并对这种现象进行了进一步的研究。最终于1761年出版了介绍叩诊法的书籍《新发明》，由拉丁语写成，介绍了一种检测胸部疾病的新方法。但是此书出版后长达40余年间并未受到医学界的关注，直到1808年，法国医学教授、拿破仑的私人医生科尔维沙将该书译為法文，并附加了他的详细评析后，叩诊法才在医学界得到认同，并被广泛应用。